# Симанович, Давид Григорьевич
Дави́д Григо́рьевич Симано́вич (бел. Давід Рыгоравіч Сімано́віч; 26 июня 1932, Наровля — 9 мая 2014, Витебск) — белорусский русскоязычный поэт, прозаик, эссеист, литературовед, переводчик. Член Союза писателей СССР (1960), Союза белорусских писателей.

## Биография
Родился в городе Наровля в еврейской семье служащих: мать — Года Давидовна, отец — Гирш Моисеевич. Великую Отечественную войну пережил вместе с семьей в эвакуации в Узбекистане, после эвакуации вернулся в родной город. Окончил школу (1950) с золотой медалью, окончил филфак БГУ (1955).
После окончания вуза работал учителем русского языка и литературы Крынковской средней школы Лиозненского района (1955-59), литсотрудником редакции областной газеты «Віцебскі рабочы» (1960—1961), редактором, старшим редактором, заведующим отделом художественных передач Комитета по телевидению и радиовещанию Витебского облисполкома (1961-94). Возглавлял (1971-81) Витебское областное литературное объединение и областное объединение молодой творческой интеллигенции «Веснянка».
Похоронен на Старо-Улановичском кладбище. В Витебске поэту установлены памятник и мемориальная доска, проводятся вечера авторской песни и поэзии, посвященные памяти поэта.

## Литературная и общественная работа
Дебютировал в 1948 г. стихотворением «Парк Победы», напечатанным сразу в двух местных газетах: «Бальшавік Палесся» и «Зорька».
Председатель Пушкинского (1989) и Шагаловского (1991) комитетов. Автор проектов «Открытые уроки поэзии в школах» (1983), «Дни литературы, посвященные Владимиру Короткевичу» (1986), «Пушкинский праздник поэзии в Витебске» (1989), «Витебский день Владимира Маяковского с лирическими отступлениями в прошлое и будущее» (2002). Основатель и автор международных проектов «Шагаловские дни», «Шагаловские чтения», «В гостях у Марка и Беллы». Участник III Всесоюзного совещания молодых писателей (1956). Участвовал в Днях советской литературы в Горьковской области (1977), в Днях советской литературы в Красноярском крае (1979), в Днях советской литературы в Приморье (1981), в Днях советской литературы в Узбекистане (1982).
Давид Симанович — автор более тридцати книг поэзии и прозы, в которых исследует творческие связи известных деятелей литературы и искусства с белорусским краем, дает лирическое осмысление жизни родной земли (Придвинья и Полесья). Сборники для детей: «Волшебный луг» (1959) и «Зеленый кузнечик» (1984).
Является автором телепьес «Яков Свердлов» (поставлена в 1963), «Осенний букет: И. Репин в Здравнёве» (поставлена в 1964), сценариев для фильмов «Молодость древнего города» (1964), «Баллада о красном кавалеристе» (1968), «Литературными маршрутами Витебщины» (1969), «Засталася душа яго тут» (1997).
Публиковался в журнале «Мишпоха».
Выступал как переводчик с разных языков. Стихи Давида Симановича переведены на белорусский, немецкий, идиш, иврит, английский, французский, латышский, грузинский, чешский языки. Поэзию Давида Симановича положили на музыку композиторы И. Лученок, Б. Носовский, Г. Юдин, А. Гоман, Н. Устинова, В. Савинов, В. Шевяков, Н. Нестеренко, А. Шипиков, Л. Маранов.

## Основные труды
- Весенняя сказка: Стихи. — Минск: Государственное издательство БССР, 1959. — 134 с.
- Волшебный луг: Стихи. — Минск: Государственное издательство БССР, 1959. — 16 с.
- Июнь-река: Лирика. — Минск: Государственное издательство БССР, 1962. — 92 с.
- Равноденствие: Лирика. — Минск: Беларусь, 1966. — 96 с.
- Зелёный кузнечик: Стихи для детей. — Минск: Беларусь, 1968. — 32 с.
- Минуты: Стихи. — Минск: Беларусь, 1969. — 64 с.
- Станция тревоги и любви: Стихи. — Минск: Беларусь, 1972. — 112 с.
- Письмо тебе: Стихи. — Минск: Мастацкая літаратура, 1975. — 160 с.
- Подорожная Александра Пушкина: Очерки. — Минск: Мастацкая літаратура, 1977. — 160 с.
- Встречные поезда: Лирика. — Минск: Мастацкая літаратура, 1978. — 144 с.
- Силуэты дней: Лирика. — Минск: Мастацкая літаратура, 1981. — 86 с.
- Солнечный хмель: Лирика. — Минск: Мастацкая літаратура, 1982. — 286 c.
- Сквозь даль времен: Очерки. — Минск: Юнацтва, 1984. — 174 с.
- Сентябри: Лирика. — Минск: Мастацкая літаратура, 1990. — 174 с. — ISBN 5-340-00473-2
- Избранное: Стихи. — Минск: Мастацкая літаратура, 1995. — 381 с. — ISBN 5-340-01503-8
- Имею честь принадлежать: [Сборник стихов]. — Витебск: Западная Двина, 1999. — 135 с.
- Душа за облако цеплялась…: Лирика любви. — Витебск: УПП «Витебская областная типография», 2001. — 112 с. — ISBN 985-6323-64-9
- Мой Шагал, или Полет любви: Стихи. — Витебск: Музей Марка Шагала, 2001. — 23 с.
- Витебск. Шагал. Любовь / Witebsk. Chagall. Liebe: Стихи / Пер. на нем. Владимира Антоновича Попковича. — Витебск: Витебская областная типография, 2002. — 50 с.
- Витебский вокзал, или Вечерние прогулки через годы: Дневники. — Минск: Асобны, 2006. — 424 с. — ISBN 978-985-6817-02-1
- Радость молнии: Избранная лирика шестидесятилетия, 1946—2006. — Минск: Медисонт, 2007. — 320 с. — ISBN 978-985-6530-52-7
- Ашкелонский дневник. — Минск: Медисонт, 2008. — 112 с. — ISBN 978-985-6530-83-1
- Дневник июньского дня: Стихи. — Минск: Медисонт, 2009. — 88 с. — ISBN 978-985-6887-32-4
- Дневник осенних вечеров: Стихи. — Минск: Медисонт, 2010. — 108 с. — ISBN 978-985-6887-70-6
- Скрипка Шагала, или Здесь осталась его душа: Стихи. — Минск: Медисонт, 2010. — 48 с. ISBN 978-985-6887-71
- Автопортрет на берегу времени: Стихи разных лет. — Минск: Медисонт, 2012. — 104 с. — ISBN 978-985-6982-52-4
- Птицы радости, птицы печали: Дневник юбилейного года. — Минск: Медисонт, 2012. — 80 с. — ISBN 978-985-6982-51-7
- Чего там на жизнь обижаться: Дневники. — Минск, 2013. — 104 с. — ISBN 978-985-6982-89-0

## Награды
- Лауреат I премии Республиканского конкурса, посвященного 150-летию со дня рождения А. С. Пушкина (1949)
- «За доблестный труд. В ознаменование 100-летия со дня рождения В. И. Ленина» (1970)
- Лауреат Шагаловской премии (1992)
- Лауреат городской премии «Созвездие муз» (1992)
- Лауреат областной премии имени В. С. Короткевича (2001)
- Номинация на Всероссийскую премию имени Антона Дельвига «За верность Слову и Отечеству» (2014)

## Память
- Имя Д. Г. Симановича носит ГУО «Наровлянская районная централизованная библиотечная система»[4].